# Mycosphaerella wichuriana
Mycosphaerella wichuriana är en svampart som tillhör divisionen sporsäcksvampar, och som beskrevs av Joseph Schröter. Mycosphaerella wichuriana ingår i släktet Mycosphaerella, och familjen Mycosphaerellaceae. Arten är reproducerande i Sverige.